# Plewka

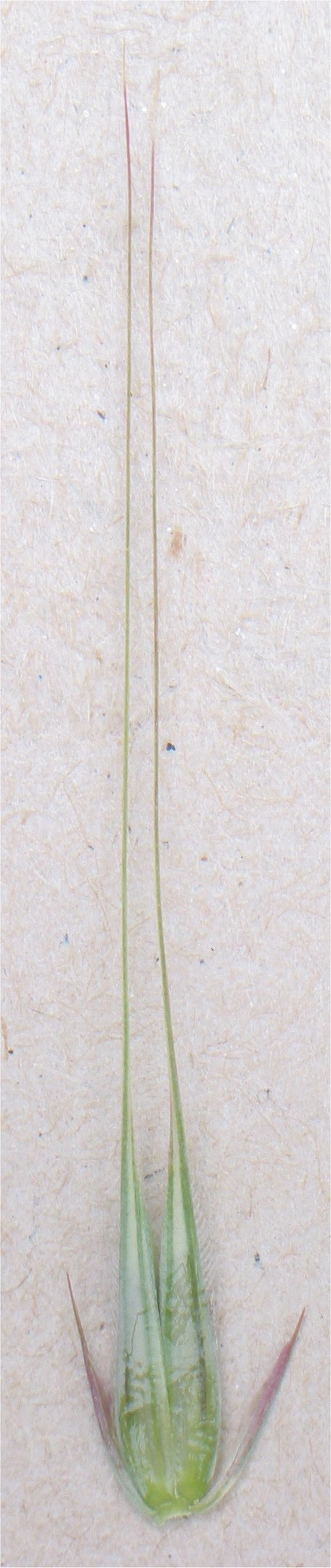
Dwukwiatowy kłosek żyta. Widoczne dwie plewy i dwa ziarniaki osłonięte plewkami dolnymi zakończonymi długą ością

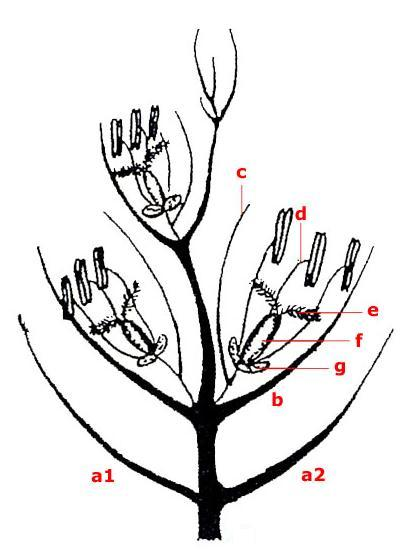
Plewki (b, c) na schemacie budowy kłoska traw: a1, a2 – plewy, b – plewka dolna, c – plewka górna, d – pręciki, e – znamię słupka, f – zalążnia słupka, g – łuszczki

Plewka – niewielki łuseczkowaty listek występujący głównie w kwiatach roślin z rodziny wiechlinowatych. U niektórych gatunków plewki zakończone są długą ością. Najczęściej występują dwie plewki:
- plewka dolna (łac. lemma, ang. lemma) – wyrasta u nasady kwiatu i jest odpowiednikiem przysadki (a więc nie jest elementem kwiatu traw). Może być wypukła – z widoczną linia grzbietową lub zaokrąglona – albo prawie płaska. Posiada na szczycie ość lub jest bezostna, może być owłosiona lub naga, tępa lub zaostrzona, z kilkoma (do 10) nerwami.
- plewka górna (łac. palea, ang. palea) – zwykle mniejsza od plewki dolnej, wyrasta nieco wyżej i po przeciwległej stronie osi kwiatu. Powstaje ona z zewnętrznego okółka okwiatu, zredukowanego do dwóch listków (stąd zwykle jest dwunerwowa). Plewki górnej nie posiadają tylko nieliczne gatunki, np. wyczyniec.

Po przekwitnięciu kwiatu plewki zwykle twardnieją. U niektórych gatunków, np. u owsa plewki podczas dojrzewania zrastają się z ziarniakiem, tworząc jego dodatkową okrywę (powstaje tzw. ziarniak oplewiony), u innych, np. u pszenicy czy żyta  są związane z ziarniakiem bardzo luźno i łatwo odpadają podczas omłotu zboża lub samorzutnie.
Wymłócone plewki i plewy stanowią paszę objętościową suchą.